# Mercedes Cabral
Mercedes Cabral (født 10. august 1986) er en filippinsk skuespillerinde.

## Filmografi

### Film
| År   | Titel  | Rolle  | Noter |
| ---- | ------ | ------ | ----- |
| 2015 | Rosita | Rosita |       |